# Moira Castellano
Moira Castellano, född 1970 i Diamante i Argentina, är en av världens mest framstående dansare inom argentinsk tango. Hon bodde  i Paris 2000–2006, där hon bland annat samarbetade med koreografen Catherine Berbesou. 2003–2004 turnerade hon med Gotan Project och sedan 2005 dansar och undervisar hon tillsammans med
Pablo Inza. Castellanos tango är organisk och flödande, och hennes undervisning bygger på funktionella och naturliga rörelser.
Hon har turnérat med Gastón Torelli i Europa, Asien, USA och Kanada.